# Falki Babba
Falki Babba (auch: Falké Babba, Falki Baba, Falki Baban) ist ein Dorf in der Stadtgemeinde Mirriah in Niger.

## Geographie
Das von einem traditionellen Ortsvorsteher (chef traditionnel) geleitete Dorf befindet sich rund drei Kilometer südöstlich des urbanen Zentrums der Stadtgemeinde Mirrriah, dem Hauptort des gleichnamigen Departements Mirriah in der Region Zinder. Ein Nachbardorf von Falki Babba ist Falki Kabama im Nordosten.

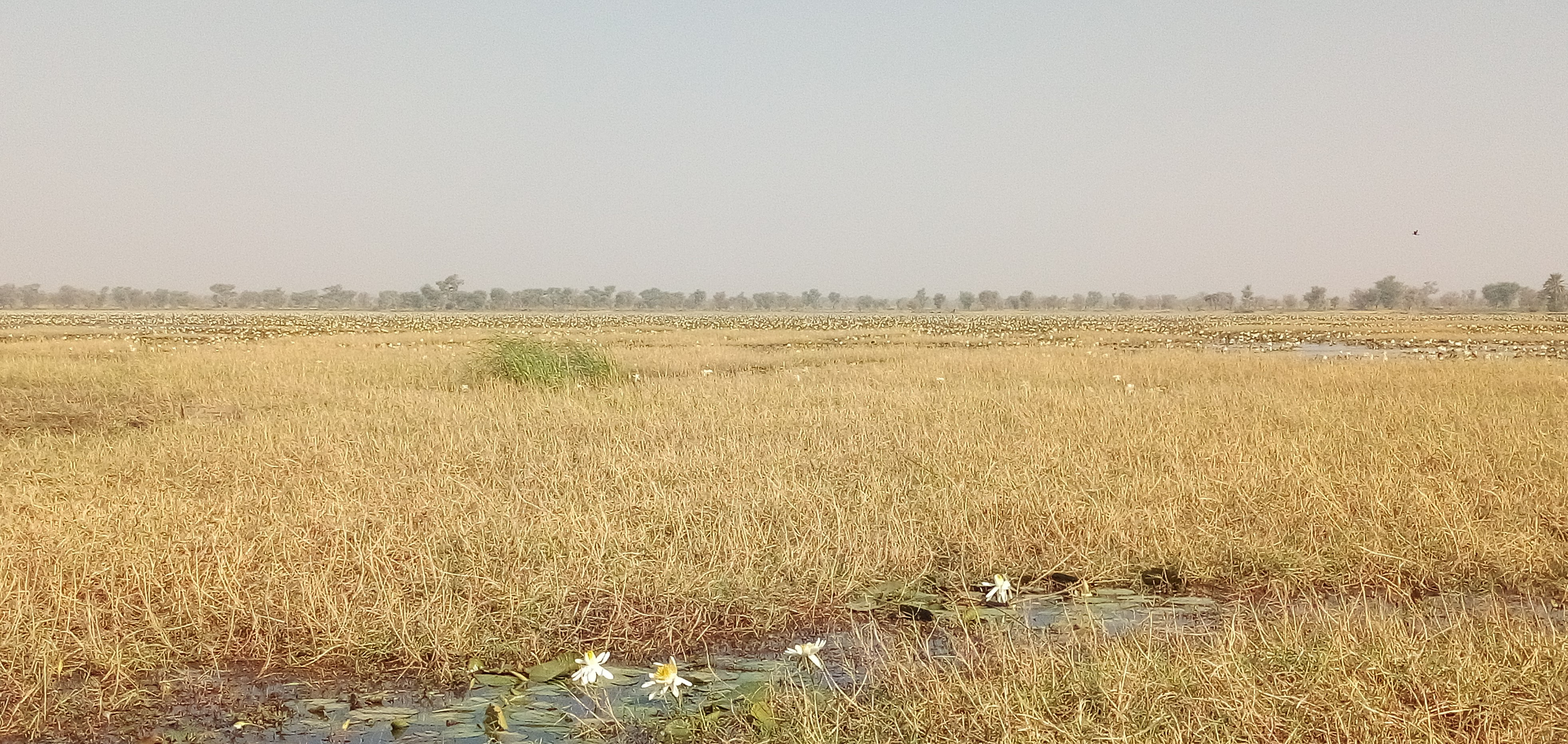
Mare de Falki (2021)

Beide Dörfer liegen an der Mare de Falki, einem flachen See mit stark schwankender Wasserführung. Sie sind Teil der Sahelzone. Die durchschnittliche jährliche Niederschlagsmenge beträgt hier zwischen 300 und 400 mm.

## Geschichte
Bei einer Untersuchung im Jahr 1990 wurde beim Befall mit der Saugwürmer-Art Schistosoma haematobium unter den 10- bis 13-Jährigen im Ort eine Prävalenz von 14 Prozent festgestellt.

## Bevölkerung
Bei der Volkszählung 2012 hatte Falki Babba 2296 Einwohner, die in 319 Haushalten lebten. Bei der Volkszählung 2001 betrug die Einwohnerzahl 1657 in 332 Haushalten und bei der Volkszählung 1988 belief sich die Einwohnerzahl auf 894 in 128 Haushalten.

## Wirtschaft und Infrastruktur
Die Mare de Falki wird für die landwirtschaftliche Bewässerung, die Viehzucht und das Fischen genutzt. In Falki Babba wird Saatgut für Augenbohnen produziert. Hier wachsen in hoher Dichte Affenbrotbäume (Adansonia digitata), deren Blätter, Früchte und Samen zu beliebten Nahrungsmitteln und Kosmetika weiterverarbeitet werden. Es gibt eine Schule im Dorf. Der Schulgarten, in dem Gemüse angebaut wird, dient sowohl der Ausbildung als auch der Ernährung der Kinder. Er wurde mit Mitteln des MDG Achievement Fund zur Erreichung der Millenniums-Entwicklungsziele angelegt.